# Jennifer Alexa Caicedo Mejía
Jennifer Alexa Caicedo Mejía (1 juli 1984) is een Colombiaanse inline-skatester en schaatsster. Caicedo heeft naast de Colombiaanse ook de Argentijnse nationaliteit en kwam enkele jaren voor Argentinië uit bij het langebaanschaatsen, aangezien de Colombiaanse schaatsbond geen lid was van de Internationale Schaatsunie.
Sinds begin 2011 komt Caicedo toch uit voor Colombia na een jaar lang geen ISU-wedstrijden gereden te hebben. Ze is met 42,96 en 1.25,82 ook in het bezit van de Colombiaanse nationale records op de sprintafstanden.

## Persoonlijke records
| Afstand    | Tijd    | Datum            | Baan           |
| ---------- | ------- | ---------------- | -------------- |
| 500 meter  | 40,71   | 12 december 2009 | Salt Lake City |
| 1000 meter | 1.20,21 | 31 oktober 2009  | Calgary        |
| 1500 meter | 2.08,47 | 6 februari 2009  | Calgary        |
| 3000 meter | 4.38,81 | 18 maart 2009    | Calgary        |
| 5000 meter | 8.25,01 | 20 maart 2009    | Calgary        |

Haar persoonlijke records op de 3000m en 5000m waren Nationale Records voor Argentinië. Deze zijn in 2016 en 2019 verbeterd door Valentina Espinosa.

## Resultaten
| Jaar | WK Sprint | Wereldbeker      |
| ---- | --------- | ---------------- |
| 2010 | NC25      | 0p 500m 0p 1000m |

0p = wel deelgenomen, maar geen punten behaald